# Kunstjahr 1873
Liste der Kunstjahre

◄◄ | ◄ | 1869 | 1870 | 1871 | 1872 | Kunstjahr 1873 | 1874 | 1875

Weitere Ereignisse
Dieser Artikel behandelt das Kunstjahr 1873.

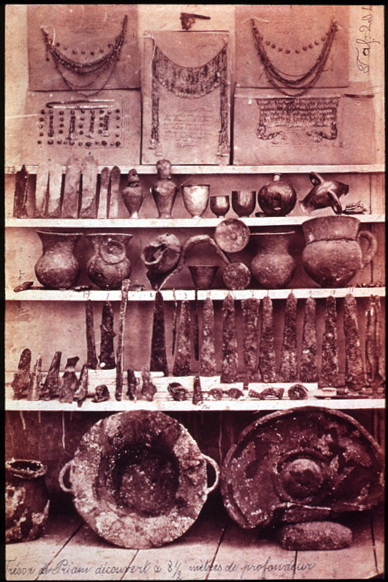
„Schatz des Priamos“

## Ereignisse

### Archäologie
- Im Januar beginnt Heinrich Schliemann im früheren Troia mit seiner dritten Grabungskampagne auf Basis einer Genehmigung durch das Osmanische Reich. Am 31. Mai stößt er auf den von ihm so genannten Schatz des Priamos. Aus Furcht vor Konfiskation des Fundes meldet Schliemann ihn nicht den osmanischen Behörden, obwohl er durch die Grabungserlaubnis dazu verpflichtet ist. Stattdessen bricht er am 17. Juni die Ausgrabungen ab und bringt den Schatz heimlich über die Grenze nach Athen. Von hier schickt Schliemann an die wichtigen wissenschaftlichen Gesellschaften Europas Depeschen, in denen er seine Entdeckung bekanntgibt. Die Hohe Pforte verklagt Schliemann daraufhin vor einem griechischen Gericht auf die Herausgabe der Hälfte der Funde.

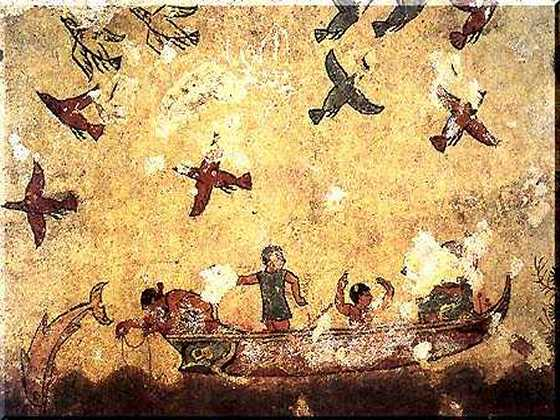
Grab der Jagd und Fischerei

- Das etruskische Grab der Jagd und Fischerei (Tomba della Caccia e Pesca) mit zahlreichen Wandmalereien wird in der Monterozzi-Nekropole bei Tarquinia in der italienischen Region Latium entdeckt.

### Architektur

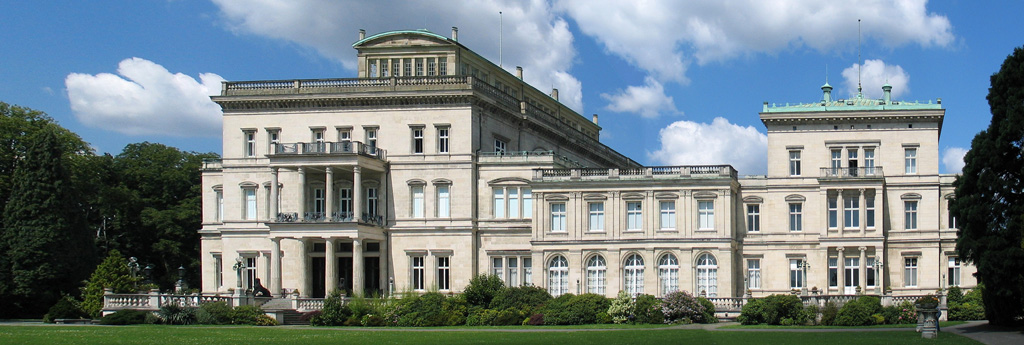
Villa Hügel (Gartenansicht)

- Die im Auftrag von Alfred Krupp errichtete Villa Hügel im Essener Stadtteil Bredeney wird nach dreijähriger Bauzeit unter Architekt Julius Rasch fertiggestellt. Der Einzug der Familie Krupp erfolgt am 10. Januar. Die schlossähnliche Villa verfügt auf ihren 11.000 Quadratmetern Wohn- und Nutzfläche über 399 Räume und liegt – an prominenter Stelle über dem Ruhrtal und dem Baldeneysee – im 28 Hektar großen zugehörigen Hügelpark.

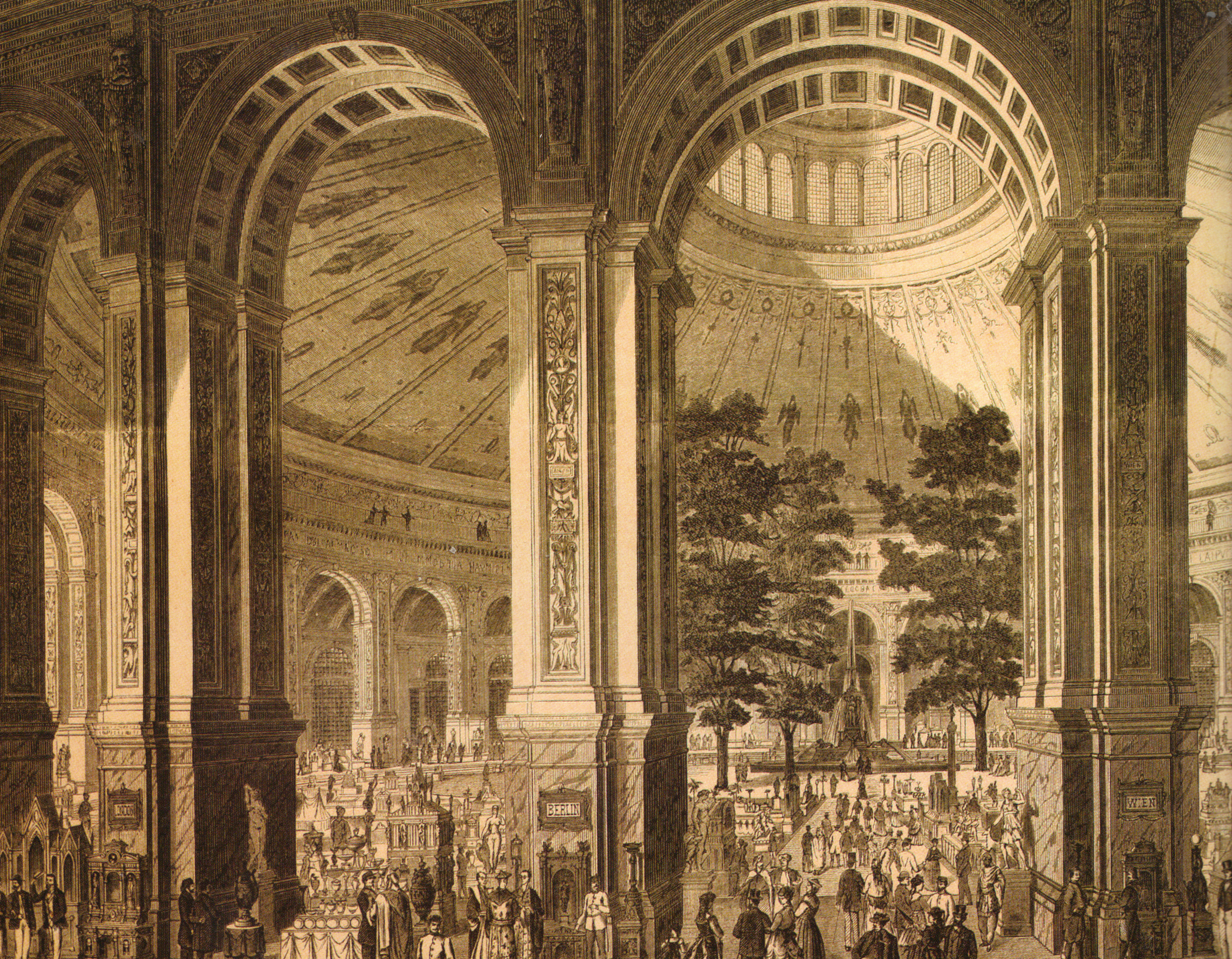
Innenraum der Rotunde

- Wahrzeichen der am 1. Mai eröffneten Weltausstellung 1873 in Wien ist die neu gebaute Rotunde. Der bei Eröffnung der Weltausstellung noch nicht fertige Kuppelbau ist zu diesem Zeitpunkt die mit Abstand größte Kuppel der Welt. Die Stahlkonstruktion ist teilweise mit Holz und Gips verkleidet. Die Kuppelhöhe beträgt 84 Meter, der Basisdurchmesser 108 Meter. Das abgestutzte Kegeldach, besonders auffällig durch Radialsparren und konzentrische Ringe, ruht auf 32 Eisensäulen, zwei übereinanderliegende abgestufte Laternen bilden den oberen Abschluss. Das Hauptportal erhält die Form eines Triumphbogens und ist geschmückt mit Halbsäulen und figurativen Darstellungen. Mit veränderten Entwürfen auf Basis erster Pläne des schottischen Schiffsbauingenieurs John Scott Russell wird das Projekt schließlich unter der Leitung des Architekten Carl von Hasenauer realisiert.

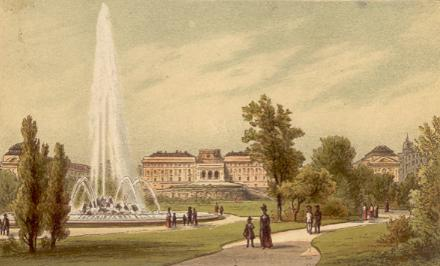
Der Hochstrahlbrunnen 1873

- 24. Oktober: Die I. Wiener Hochquellenleitung wird nach mehr als dreijähriger Bauzeit in Betrieb genommen. Die rund 150 km lange Wasserleitung gewährleistet die erste Versorgung der Stadt Wien mit einwandfreiem Trinkwasser. Entlang der Strecke wurden 30 Aquädukte und sonstige Talquerungen errichtet, die heute alle unter Denkmalschutz stehen. Zunächst werden neben dem Wasserbehälter auf dem Rosenhügel noch die Wasserbehälter Schmelz und Wienerberg geflutet. Auch der Hochstrahlbrunnen und die Brunnen des im gleichen Jahr angelegten Rathausparks werden aus der neuen Wasserleitung gespeist.

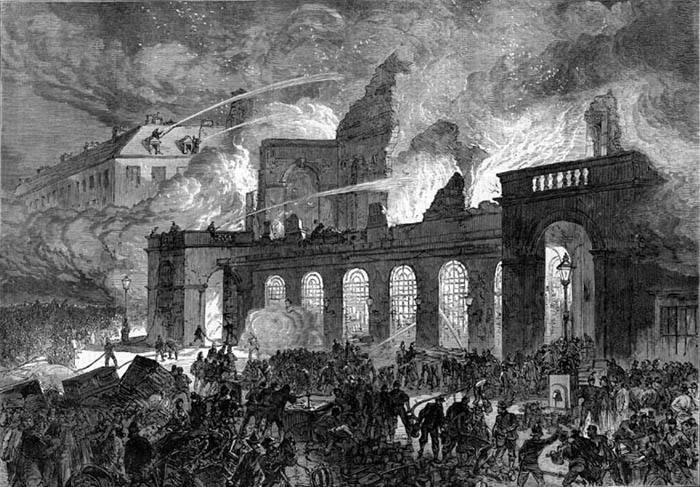
Brand der Pariser Oper

- 28./29. Oktober: In einem 27 Stunden dauernden Großfeuer brennt die Salle Le Peletier, zu diesem Zeitpunkt Heimstätte der Pariser Oper, bis auf die Grundmauern nieder. Der Bau der Opéra Garnier, der durch den Deutsch-Französischen Krieg ins Stocken geraten ist, wird daraufhin wieder aufgenommen.

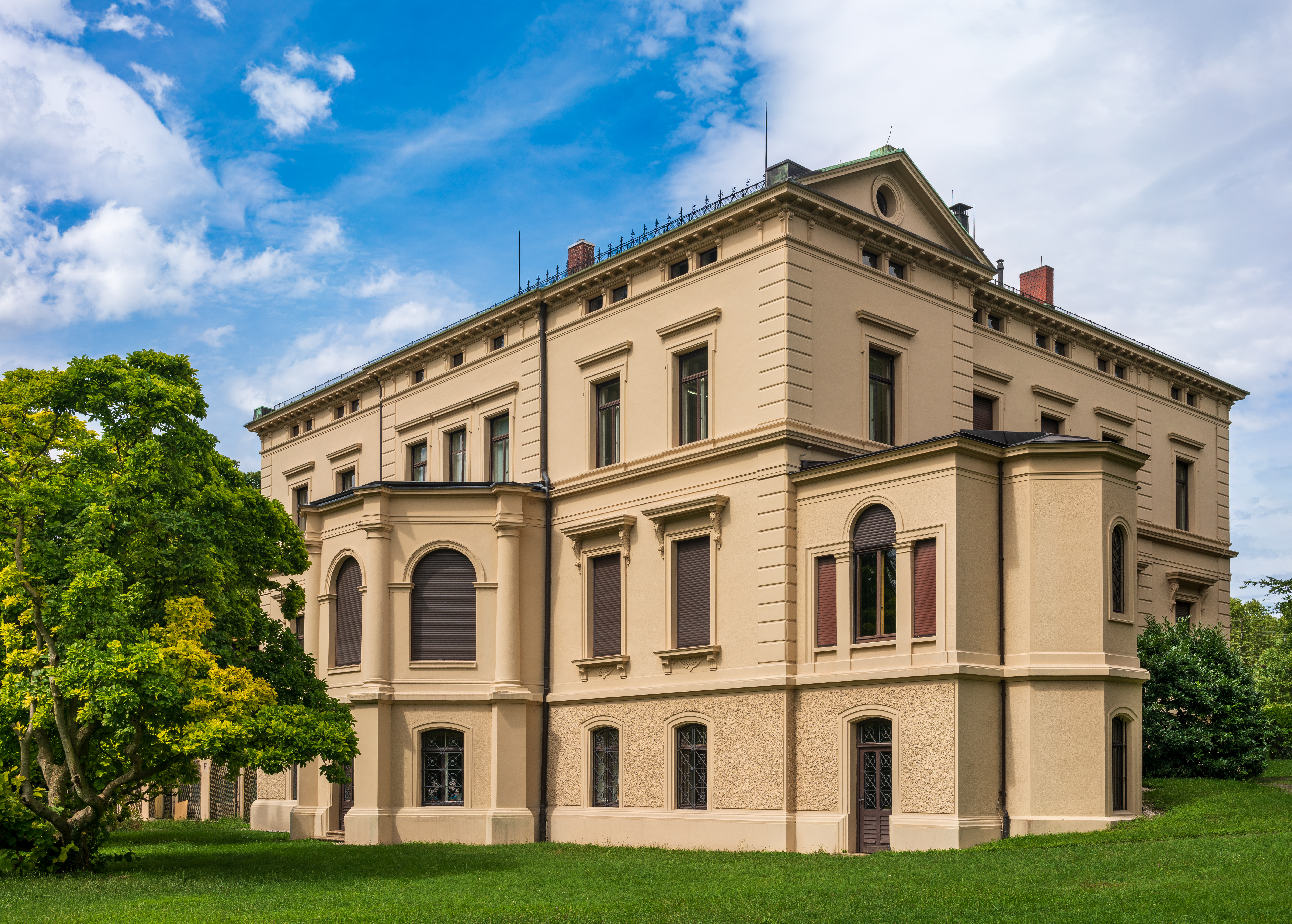
Villa Merkel – Ansicht von Südost

- Der Stuttgarter Architekt Emil Otto Tafel errichtet für den Industriellen Oskar Merkel in Esslingen am Neckar die Villa Merkel. Die Umfassungsmauern der Villa und deren Kellerdecke bestehen aus Stampfbeton. Sie ist damit eines der frühen im Wesentlichen aus Beton errichteten Wohnhäuser in Deutschland. Die Innenwände sind dagegen in Fachwerk ausgeführt, die Decken der aufgehenden Stockwerke Holzbalkendecken. Die Anlage der Villa ist heute ein Kulturdenkmal aufgrund des Gesetzes zum Schutz der Kulturdenkmale des Landes Baden-Württemberg.

### Bildhauerei

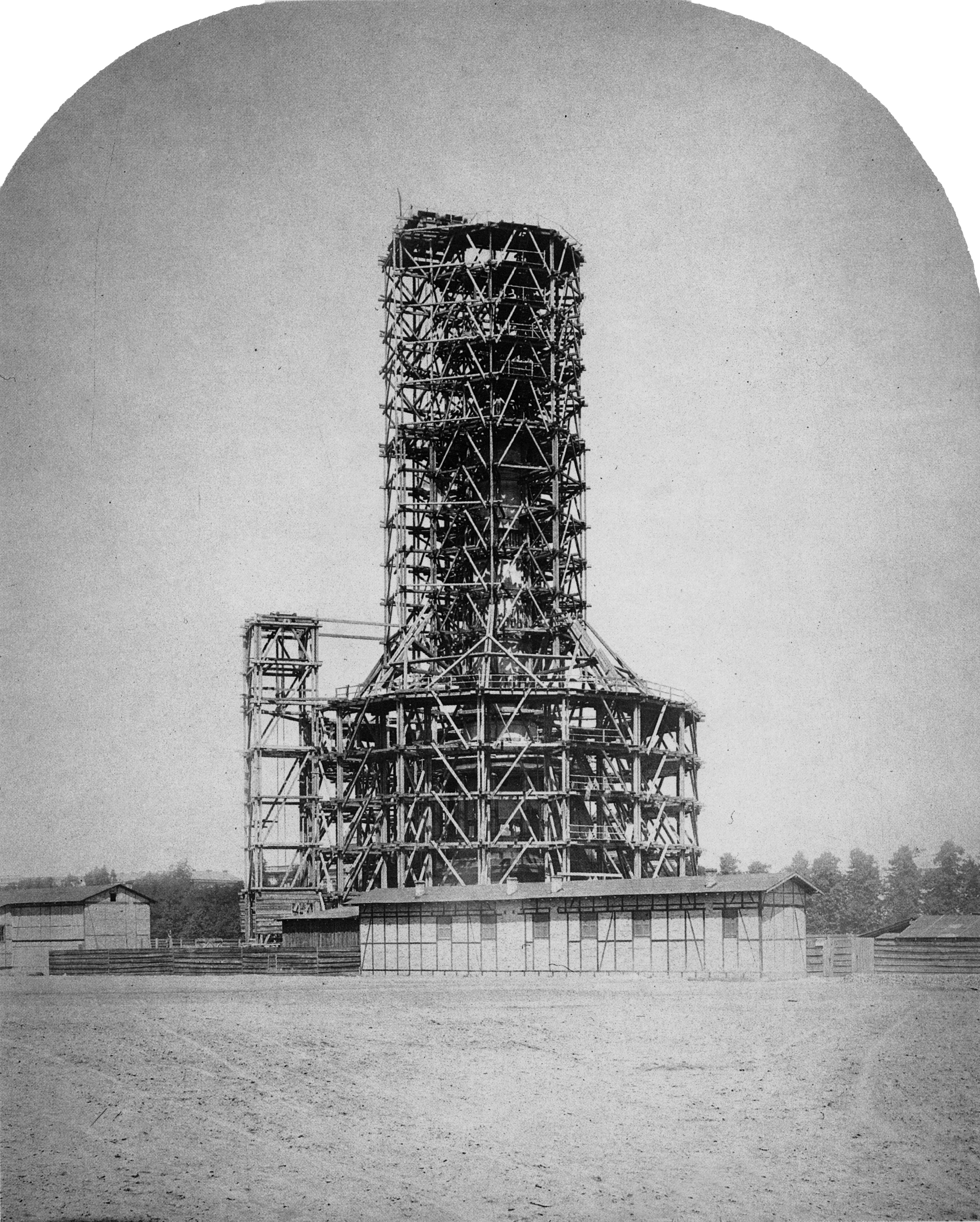
Errichtung der Siegessäule, 1873

- 2. September: Am neu geschaffenen Sedantag wird nach neunjähriger Bauzeit auf dem Königsplatz in Berlin die nach einem Entwurf von Heinrich Strack erbaute Siegessäule eingeweiht. Stilistisch lässt sie sich der Neorenaissance zuordnen. Die Säule trägt eine von Friedrich Drake geschaffene vergoldete Bronzeskulptur in Form einer weiblichen Figur, der Viktoria, im Volksmund „Goldelse“ genannt, der Sockel ist mit vier Reliefs aus Bronze verziert. Unmittelbar vor der Einweihung der Säule wird als Sichtachse südwärts durch den Tiergarten zum Kemperplatz eine 750 Meter lange Allee angelegt.

### Malerei

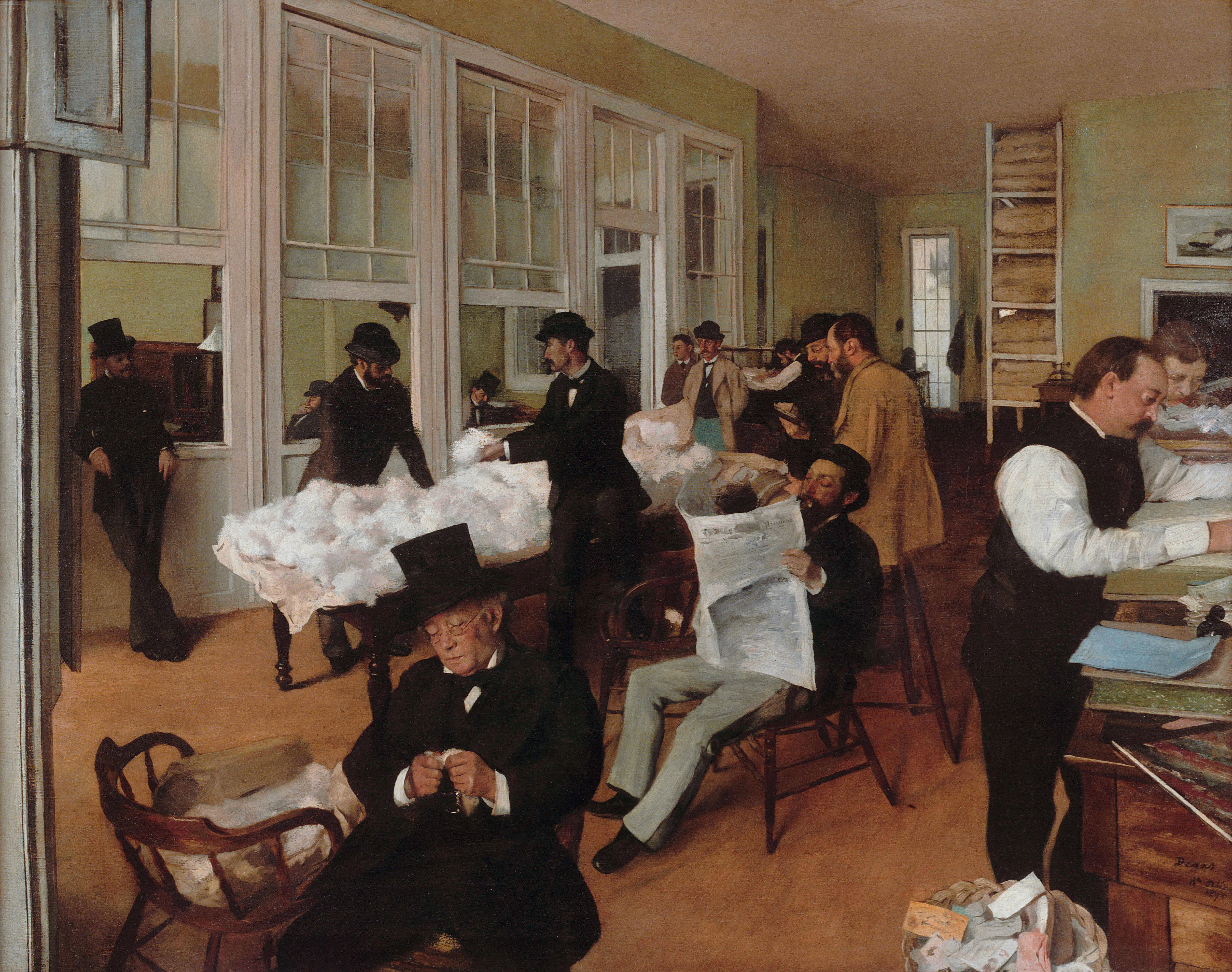
Das Baumwollkontor in New Orleans

- Während eines Aufenthalts bei Verwandten in New Orleans schafft der französische Maler Edgar Degas in Öl auf Leinwand das Gemälde Das Baumwollkontor in New Orleans. Das detailreich ausgeführte Interieurbild ist im Stil des Realismus gemalt und zählt zu Degas’ bekanntesten Bildern.
- William Adolphe Bouguereau malt in Öl auf Leinwand das Gemälde Nymphen und Satyr. Das „geleckte“ Bild wird zuerst am 5. Mai im Pariser Salon öffentlich gezeigt und bereits am 26. Juni an den amerikanischen Kunstsammler John Wolfe verkauft.

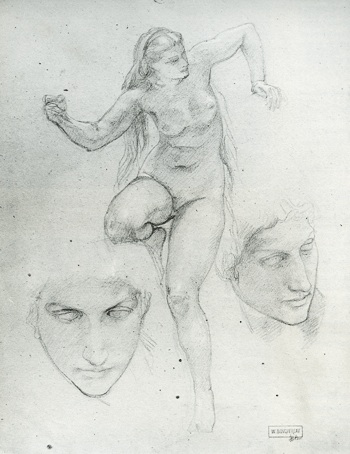
Skizzen zu Nymphen und Satyr von Bouguereau
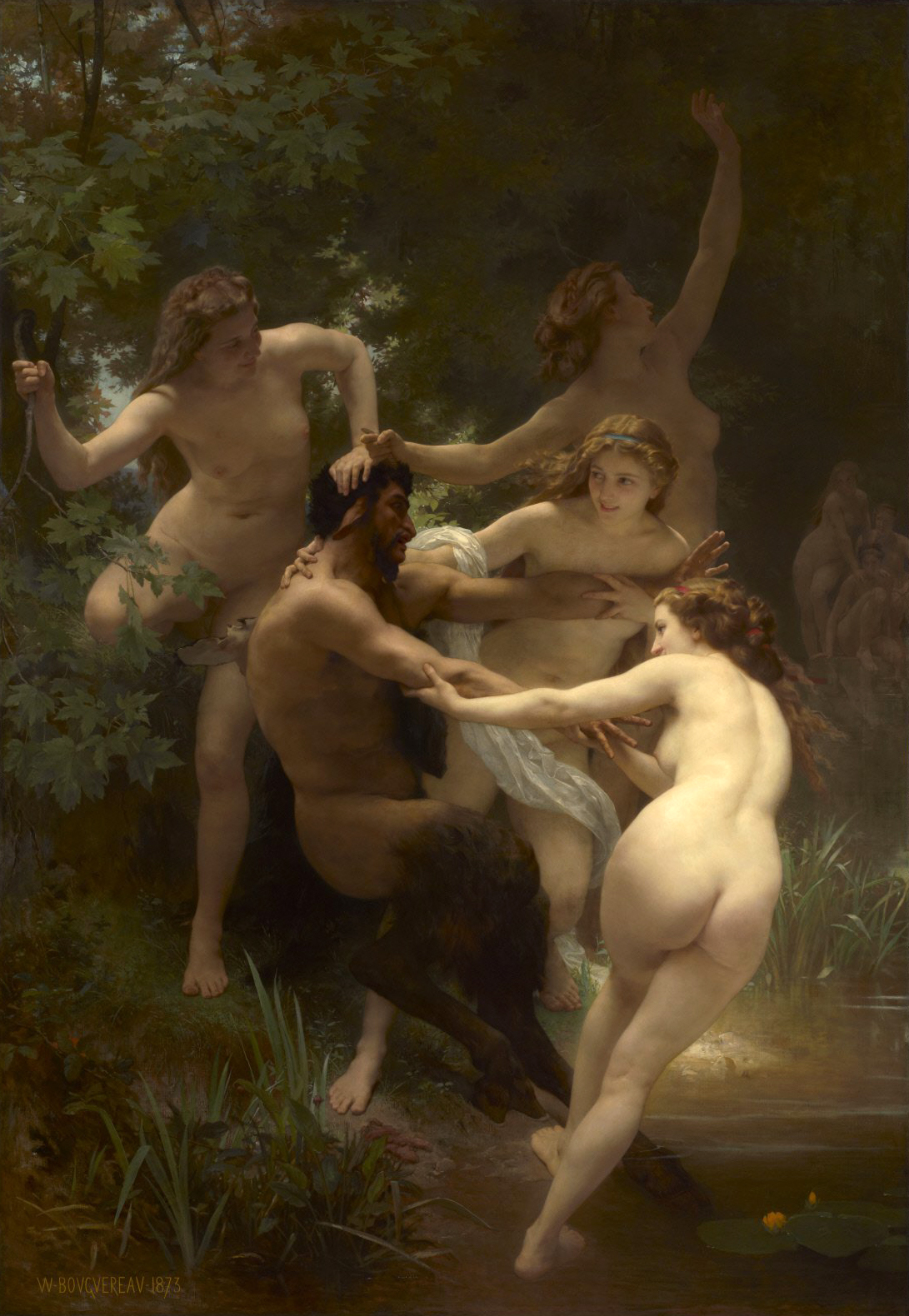
William Adolphe Bouguereau: Nymphen und Satyr

- Édouard Manet vollendet die beiden Ölgemälde Die Eisenbahn und Maskenball in der Oper. Ersteres wird im Salon de Paris ausgestellt, wo es zum Teil vernichtende Kritiken erhält, zweiteres wird ohne Angabe von Gründen abgelehnt.

### Sonstiges

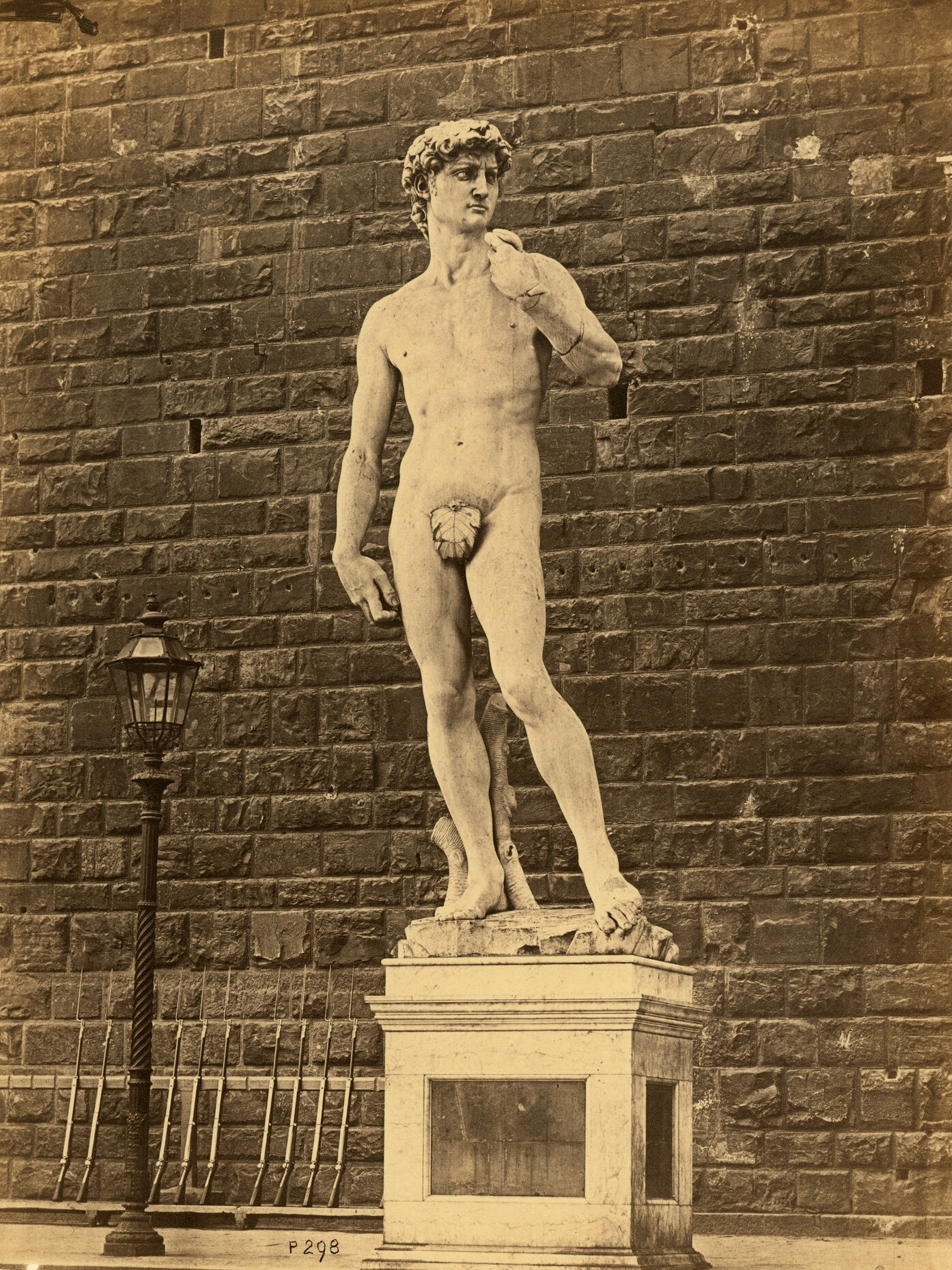
Der David bis 1873 vor dem Palazzo Vecchio, mit einem im 16. Jh. montierten Feigenblatt

- Der David von Michelangelo soll auf Beschluss der Signoria von der Piazza della Signoria in Florenz in die Galleria dell’Accademia übersiedelt werden, um ihn vor der Witterung zu schützen. Für diesen Zweck hat der italienischen Architekt Emilio de Fabris einen eigenen Kuppelraum, die sogenannte Tribuna, entworfen. Durch bürokratische und bauliche Verzögerungen wird der Umzug der Figur zunächst verhindert und sie wird bis 1882 in einer Holzverschalung in der Nähe der Accademia untergebracht.

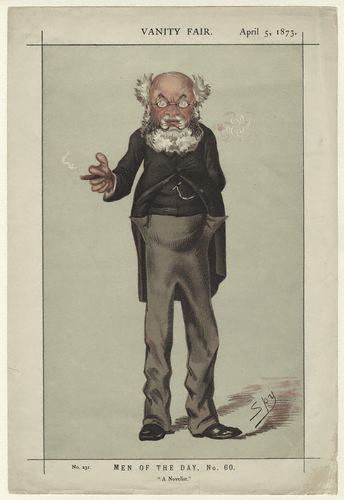
Eine der ersten Spy-Karikaturen: Anthony Trollope, 4. April

- Leslie Ward beginnt unter dem Pseudonym Spy seine Tätigkeit als Karikaturist für die britische Zeitschrift Vanity Fair, für die er über einen Zeitraum von gut vierzig Jahren mehr als eintausend Karikaturen und colorierte Porträtbilder von Persönlichkeiten des öffentlichen Lebens, insbesondere von Politikern, produzieren wird.

## Geboren
- 12. Januar: Wassyl Krytschewskyj, ukrainischer Kunstwissenschaftler, Maler, Architekt, Grafiker und Bühnenbildner († 1952)
- 23. Februar: Jean-Jacques Waltz, elsässischer Grafiker und Heimatforscher († 1951)

- 05. März: Richard Benno Adam, deutscher Porträt- und Pferdemaler († 1937)
- 08. März: Fritz Wucherer, deutscher Maler Schweizer Herkunft († 1948)
- 13. März: Eduard Wilhelm Franz Anderson, deutscher Maler († 1947)
- 17. März: Wilhelm Kreis, deutscher Architekt († 1955)
- 22. März: Gertrud Caspari, deutsche Kinderbuch-Illustratorin († 1948)

- 07. April: Friedrich von Oppeln-Bronikowski, deutscher Schriftsteller und Kulturhistoriker († 1936)
- 04. Mai: Julius Seyler, deutscher Maler und Sportler († 1955)
- 26. Mai: Olaf Gulbransson, norwegischer Maler, Zeichner und Karikaturist († 1958)

- 02. Juni: Leni Matthaei, deutsche Künstlerin († 1981)
- 18. Juni: Eduardo Chicharro y Agüera, spanischer Maler († 1949)
- 24. Juni: Hugo Simberg, finnischer Maler und Graphiker († 1917)

- 31. Juli: Vojtěch Preissig, tschechischer Grafiker, Maler und Illustrator, Widerstandskämpfer († 1944)
- 11. August: Hans Goltz, deutscher Kunsthändler († 1927)
- 20. August: Eliel Saarinen, finnischer Architekt († 1950)

- 10. September: Alexander Beer, deutscher Architekt und Gemeindebaumeister in Berlin († 1944)
- 10. September: Gustav Gamper, Schweizer Musiker, Maler und Schriftsteller († 1948)
- 13. September: George Washington Lambert, australischer Maler († 1930)
- 15. September: Ferruccio Scattola, italienischer Maler († 1950)

- 08. Oktober: Alexei Schtschussew, moldauisch-russischer Architekt († 1949)
- 12. Oktober: Nadežda Petrović, serbische Malerin († 1915)
- 29. Oktober: Anni Marie Abdoullah-Hammerschmidt, österreichische Malerin († 1916)
- 23. Dezember: John Quincy Adams, österreichischer Maler († 1933)

## Gestorben
- 26. Januar: Carlo d’Arco, italienischer Kunsthistoriker, Maler und Nationalökonom (* 1799/1800)
- 24. Februar: Godfrey Frankenstein, deutschamerikanischer Maler (* 1820)

- 25. März: Wilhelm Marstrand, dänischer Maler (* 1810)
- 9. April: Charles Allston Collins, englischer Maler und Schriftstellerin (* 1828)

- 8. Juli: Franz Xaver Winterhalter, deutscher Porträtmaler und Lithograf (* 1805)
- 12. Juli: Paul-Eugène Lequeux, französischer Architekt (* 1806)
- 30. Juli: Christian Gottlieb Ziller, deutscher Baumeister (* 1807)
- 4. August: Wiktor Alexandrowitsch Hartmann, russischer Architekt, Bildhauer und Maler (* 1834)

- 6. Oktober: Fjodor Alexandrowitsch Wassiljew, russischer Maler (* 1850)
- 11. November: Otto Wassiljewitsch Bremer, russischer Architekt und Amateur-Entomologe (* 1812)